# Frata, Cluj
Frata (în maghiară Magyarfráta) este satul de reședință al comunei cu același nume din județul Cluj, Transilvania, România.

## Geografie
Satul este situat în regiunea cu dealuri despădurite, domoale și fertile, și cu văi adânci din Câmpia Transilvaniei.Comuna are o suprafață totală de 73,01 km2,iar in componența sa intră opt sate: Frata-reședința comunei, Berchieșu, Oaș,Olariu, Pădurea Iacobeni, Poiana Frății, Răzoare și Soporu de Câmpie. Față de reședința comunei, satele sunt situate la distanțe cuprinse între 8km - satul Poiana Frății si 2km - satul Olariu.
Legătura comunei cu celelalte localități se face prin drumul județean Câmpia Turzii-Mociu, iar de aici pe șoseaua națională spre Cluj sau Reghin. Nu există cale ferată, cea mai apropiată gară (din județ) fiind la Câmpia Turzii.

## Istoric
Existența sa este menționată prima dată la inceputul secolului al XIII-lea în cartea Carmen Miserabile a călugărului italian Rogerius), redat și tradus de A. D. Xenopol în Istoria Românilor din Dacia Traiană.
"Et erat ibi ad decem milliaria iuxta silvam, villa quae Frata dicitur in vulgari et infra silvam, ad quattuor milliaria, mons mirabilis et excelsus, in cuius sutrunitate lapis et petra fundabatur terribilis. Magna co hominum et mulierum confugerat multitudo, qui nos gratulanter uno fletu receperunt,interrogantes nos de nostris periculis ; obtulerunt tandem nobis nigrum panem de farina et corticibus quercum pistum. Mansimus igitur uno mense,
iec fuimus ausi discedere, sed mittebamus semper speculatores videre et rescire ns adhuc aliqua pars Tartarorum in Hungaria remansissent, et quamvis saepius necessitate victualia cogente loca petiverimus quondam, habitata, nunquam
tamen noster tutus erat descensus." 

("Si erà acolo ne spune nenorocitul Rogerius, la o depărtare de vreo 10 mile lângă o pădure, un sat care se chiemà Frata in limba vulgară, și din jos de pădure, la patru mile, un munte minunat și înnalt, pe al cărui vîrf se râdicau niște stânci îngrozitoare. Acolo căutase scăpare o mare mulțime de bărbați și de femei care, salutându-ne, ne primiră cu lacrimi, întrebându-ne despre primejdiile ce le îndurasem. Ne oferiră o pâne neagră, făcută din făină și coajă de stejar. Am stat aici o lună de zile și nu indrăzniam a ne coborî; dar trimeteam adese ori descoperitori care să afle și să ne spună, dacă mai rămăsese în Ungaria vreo parte de tătari, și cu toate că adese ori lipsa de hrană ne silià a ne lăsa spre părțile ce fuseseră cândvà locuite, totuși nici odată nu ne erà sigur coborișul.") 

Totuși descoperirile arheologice atestă o locuire cu mult mai veche (menționat în harta numită Tabula Peutingeriana în jurul anului 300 d.Hr.), Frata
Pe Harta Iosefină a Transilvaniei din 1769-1773 (Sectio 142), localitatea a apărut sub numele de „Fráta”.

## Structura geomorfologică
Relieful comunei Frata este alcătuită din câmpia de coline joase a Transilvaniei. Numele de câmpie este legat nu de formele de relief, care se încadrează în categoria ținuturilor colinare si chiar deluroase propriu-zise, ci de funcția dominant agricol-cerealieră.
Condițiile naturale din comuna Frata sunt favorabile pentru cultura grâului de toamnă, porumbului, orzului, ovăzului, leguminoaselor, plantelor textile, plantelor uleioase, sfeclei de zahăr, cultura cartofului, cultura plantelor de nutreț și viticultura.

## Reteaua hidrografică
În trecut, văile de pe raza comunei aveau un debit mult mai mare și puteau pune in funcțiune mori de apă, în afara lunilor de vară. Bazinul hidrografic al Frății aparțtine râului Mureș in cursul sau mijlociu. Văile secundare se colectează în cea principală numită Valea Frății, care se varsă prin pârâul Luduș in Mureș.
În Berchieșu, pe Valea Berculețului, la sfârșitul secolului al XIX-lea, se mai vedeau urmele unui lac pentru creșterea peștilor. Lacul a fost desființat de baronul Mantz care a stăpânit moșia.
		Potrivit recesământului din anul 1890, in satul Frata existau 18 pârâuri, in Berchieșu 6 pârâuri, iar in Soporu de Câmpie exista cel mai mare număr de pârâuri din comună și anume 24.
În prezent, rețeaua hidrografică este slab reprezentată, apele având debit mic și inconstant, lacurile din Soporu de Câmpie și Oaș fiind singurele cu apă constantă.

## Flora si fauna
În ceea ce privește flora și fauna, comuna Frata intră în zona silvostepei, dezvoltată pe cernoziomuri levigate. Teritoriul comunei este o zonă care adăpostește și crește numeroase specii de păsări cum sunt: potârnichea, prepelița, țarca, privighetoarea, ciocănitoarea, cucuveaua etc. 
Dintre animalele de pe teritoriul comunei pot fi amintite: vulpea, bursucul, dihorul, căprioara, mistrețul, iepurele etc. Pădurile comunei Frata adăpostesc dintre conifere pinul, iar dintre foioase gorunul, carpenul, ulmul, frasinul, arțarul, teiul alb, si mai rar intâlniți: stejarul, arinul negru, salcia moale, plopul negru etc. În trecut pădurile comunei ocupau o suprafață mai mare decât in prezent, acum defrișându-se foarte mult ilegal.

## Clima
Clima localitații este in strânsă legătură cu altitudinea si formele de relief. Iernile sunt destul de reci, toamnele și primăverile generoase, dar cu bruște schimbări de temperatură,favorizțnd apariția brumelor.
		Temperatura medie anuală este de 8,8*C (pentru iarnă tempereatua medie este de 4,6*C, dar în unele ierni a ajuns la -28 sau -33*C; pentru vară media este de 11,8*C, cu zile caniculare de +38 sau +40*C).		
		Fenomenul de îngheț se produce la sfârșitul lunii octombrie, iar data ultimului îngheț la începutul lunii mai. Precipitațiile au media anuală de 590-600mm. Vânturile au frecvența de 78,1%. Cea mai mare frecvnță o au vînturile de SE și S.

## Lăcașuri de cult

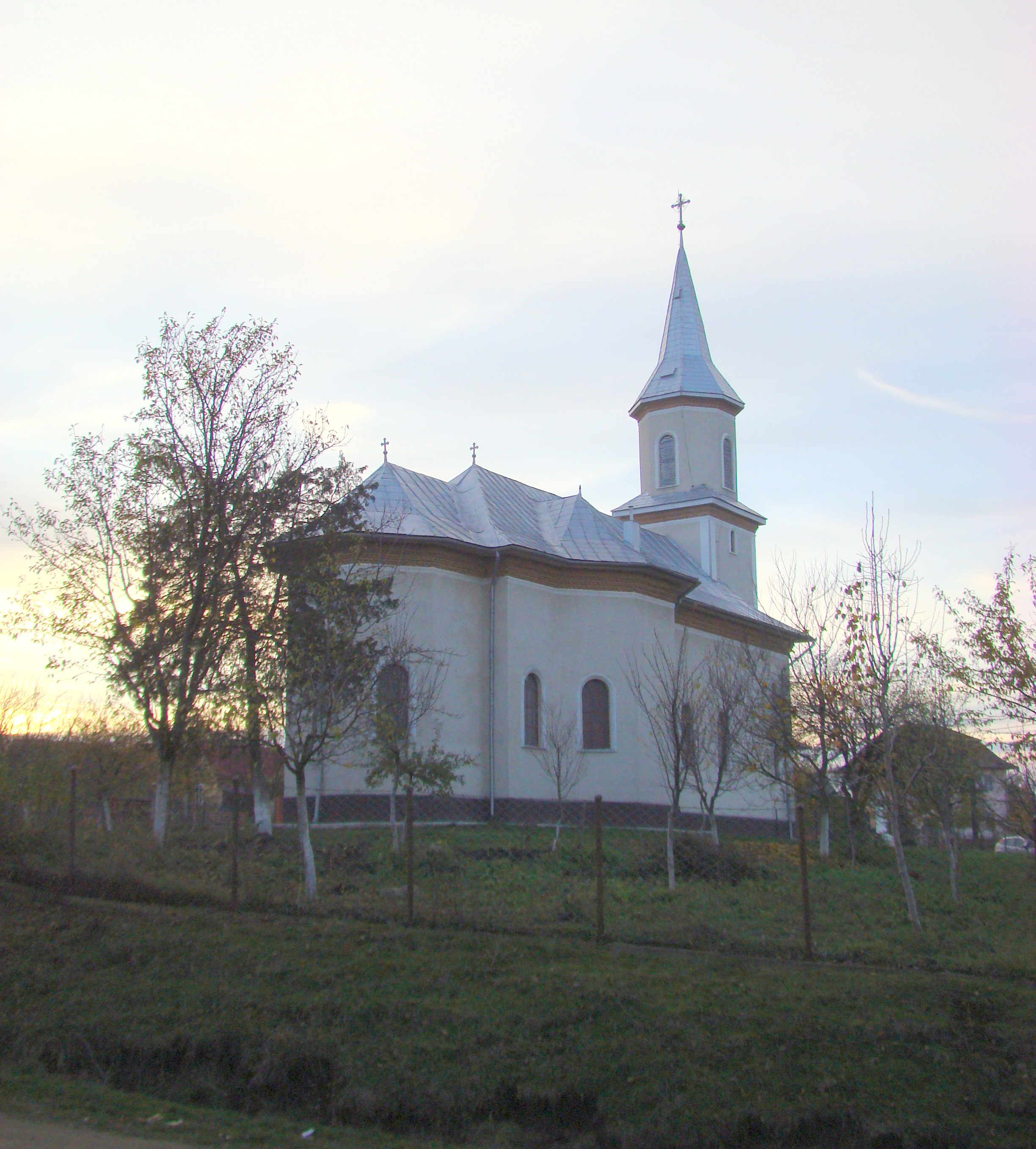
Biserica ortodoxă cu hramul „Sfinții Arhangheli Mihail și Gavriil”

Piatra de temelie a bisericii ortodoxe a fost pusă în anul 1982. Este o construcție de plan dreptunghiular, iar deasupra intrării vestice se înalță un turn zvelt, de plan hexagonal. Tot pe latura vestică este adosat un pridvor, susținut de doi stâlpi legați prin arcade întrerupte. Lăcașul de cult a fost împodobit iconografic între anii 1996-1997, în tehnica „frescă”, de pictorul Pompei Ungureanu din Cluj-Napoca. Același pictor a realizat și icoanele ce împodobesc iconostasul confecționat din lemn de tei. Biserica a fost sfințită în data de 22 august 1999, ierarhul care a sfințit-o fiind episcopul vicar Vasile Someșanul al Arhiepiscopiei Vadului, Feleacului și Clujului. 

## Monografie folclorică
Monografie folclorica Sopor, Frata

## Galerie de imagini

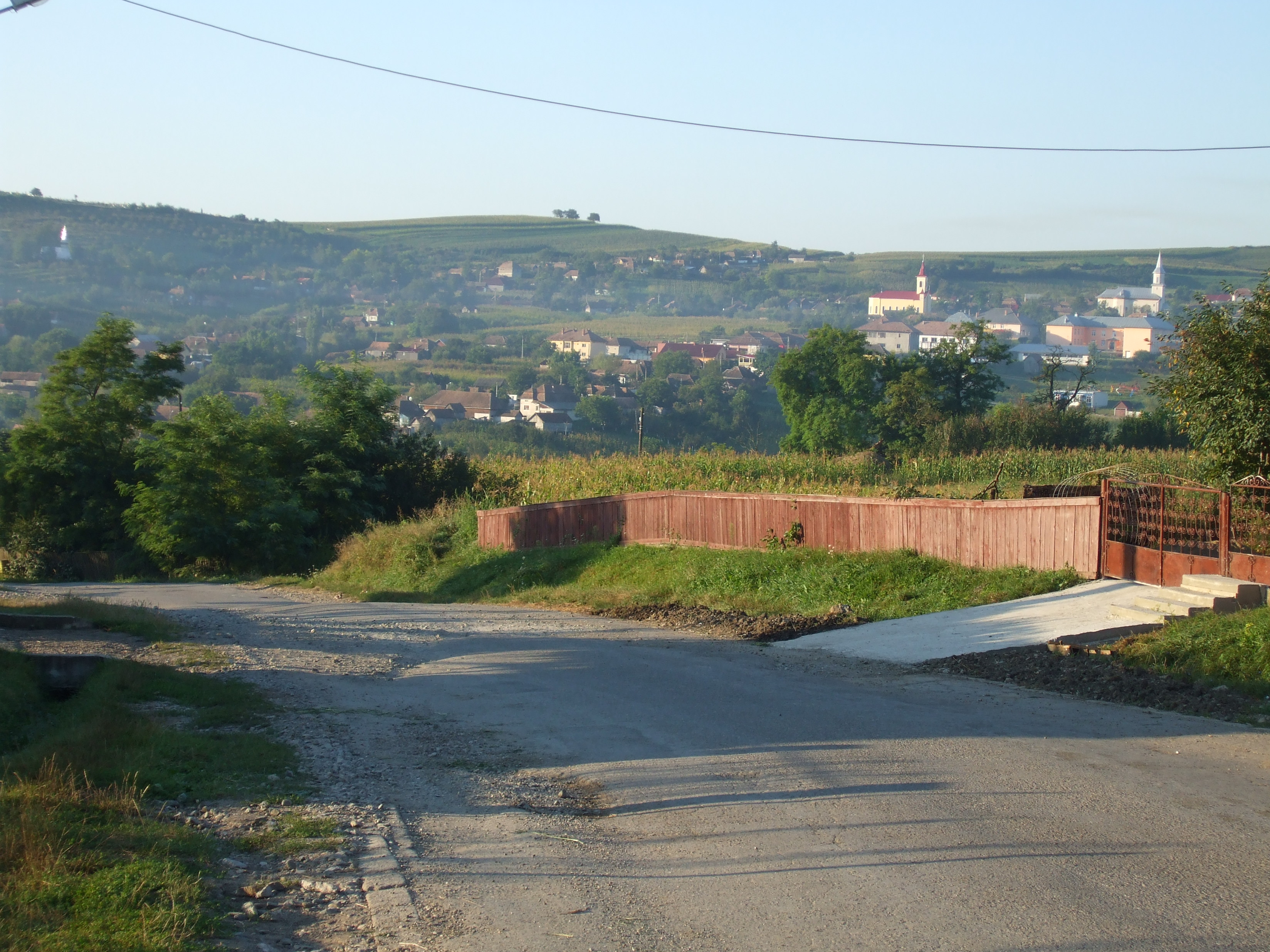
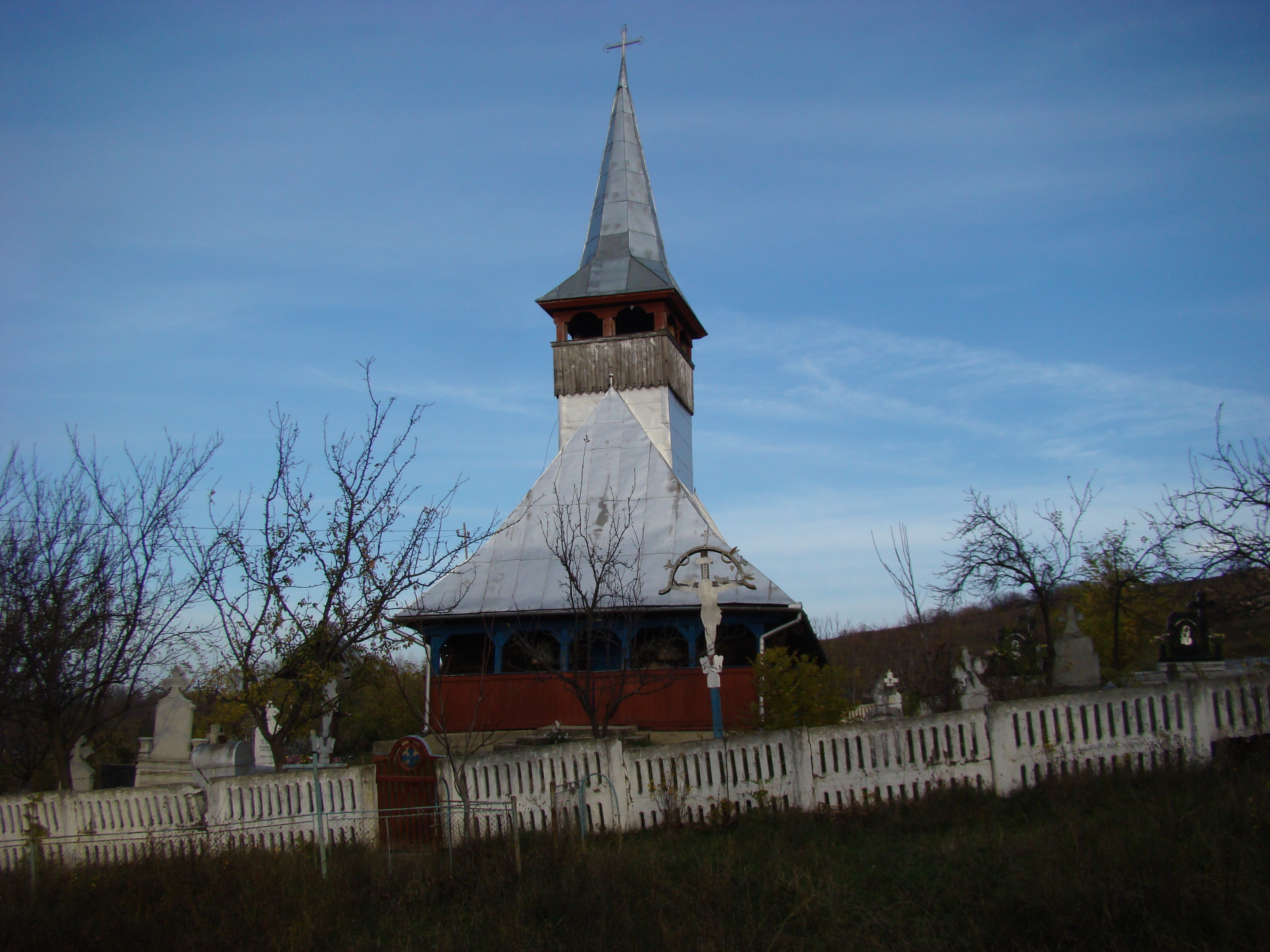
Biserica de lemn din Frata
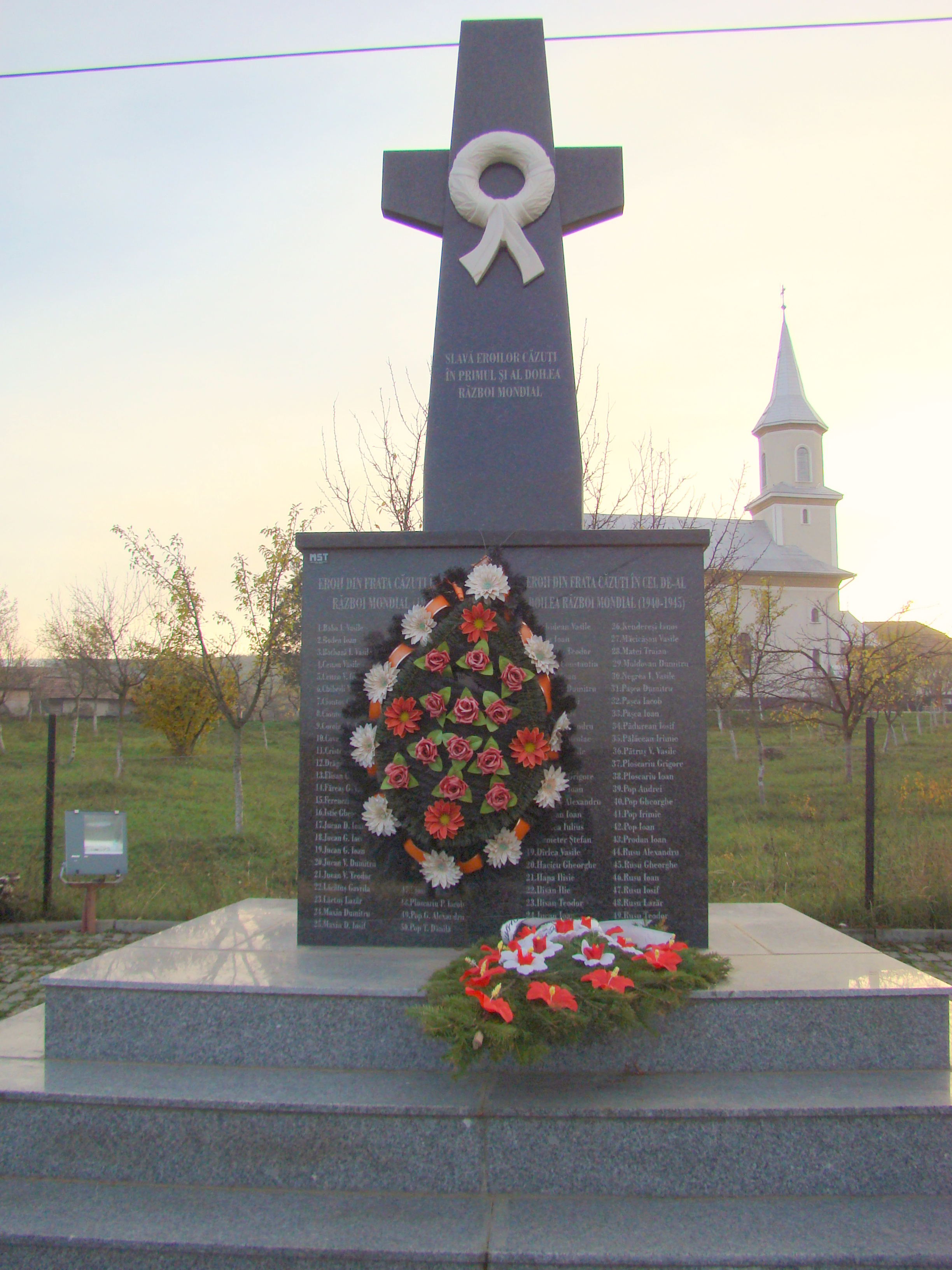
Monumentul Eroilor
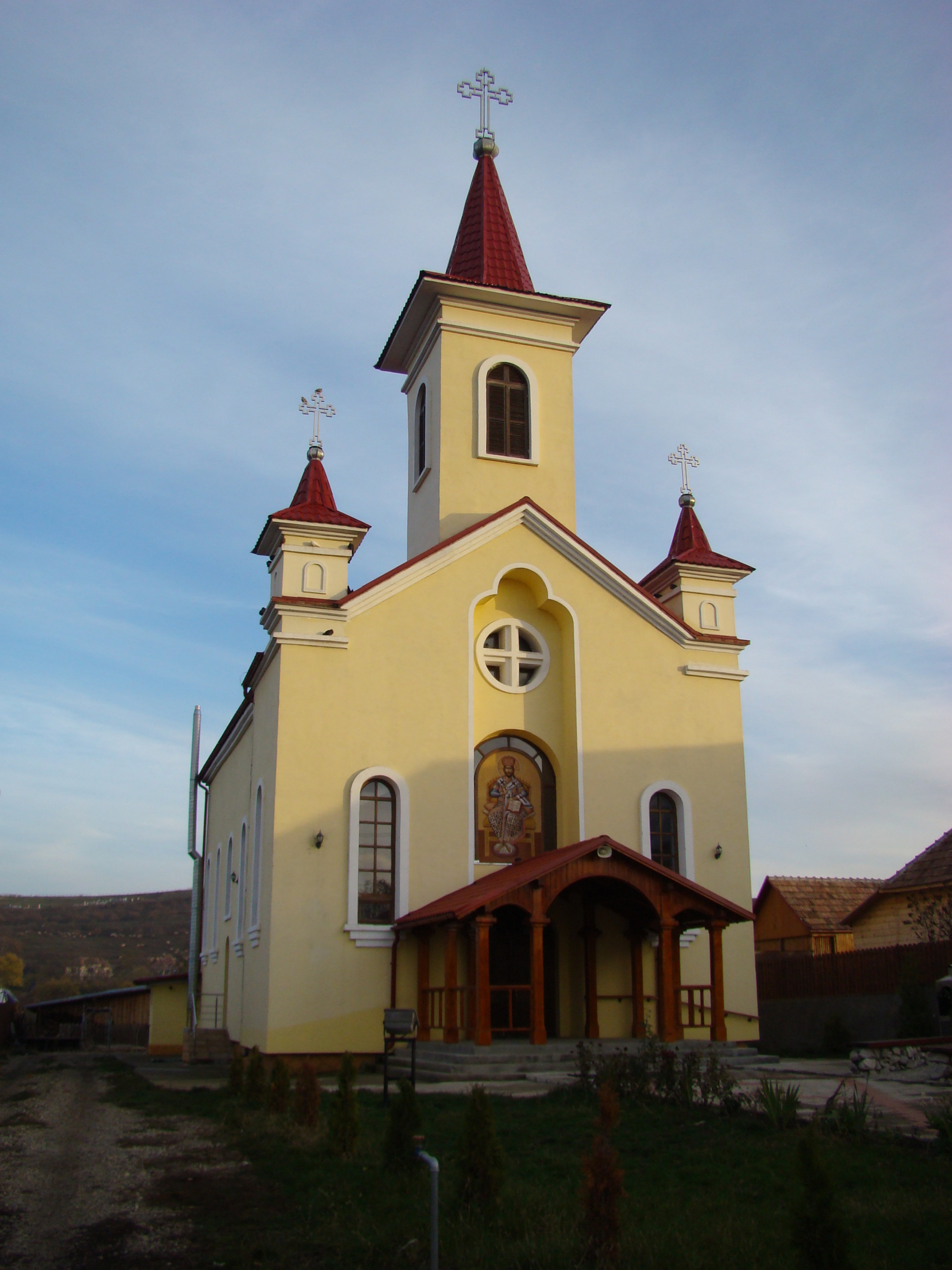
Biserica greco-catolică „Coborârea Sfântului Spirit”
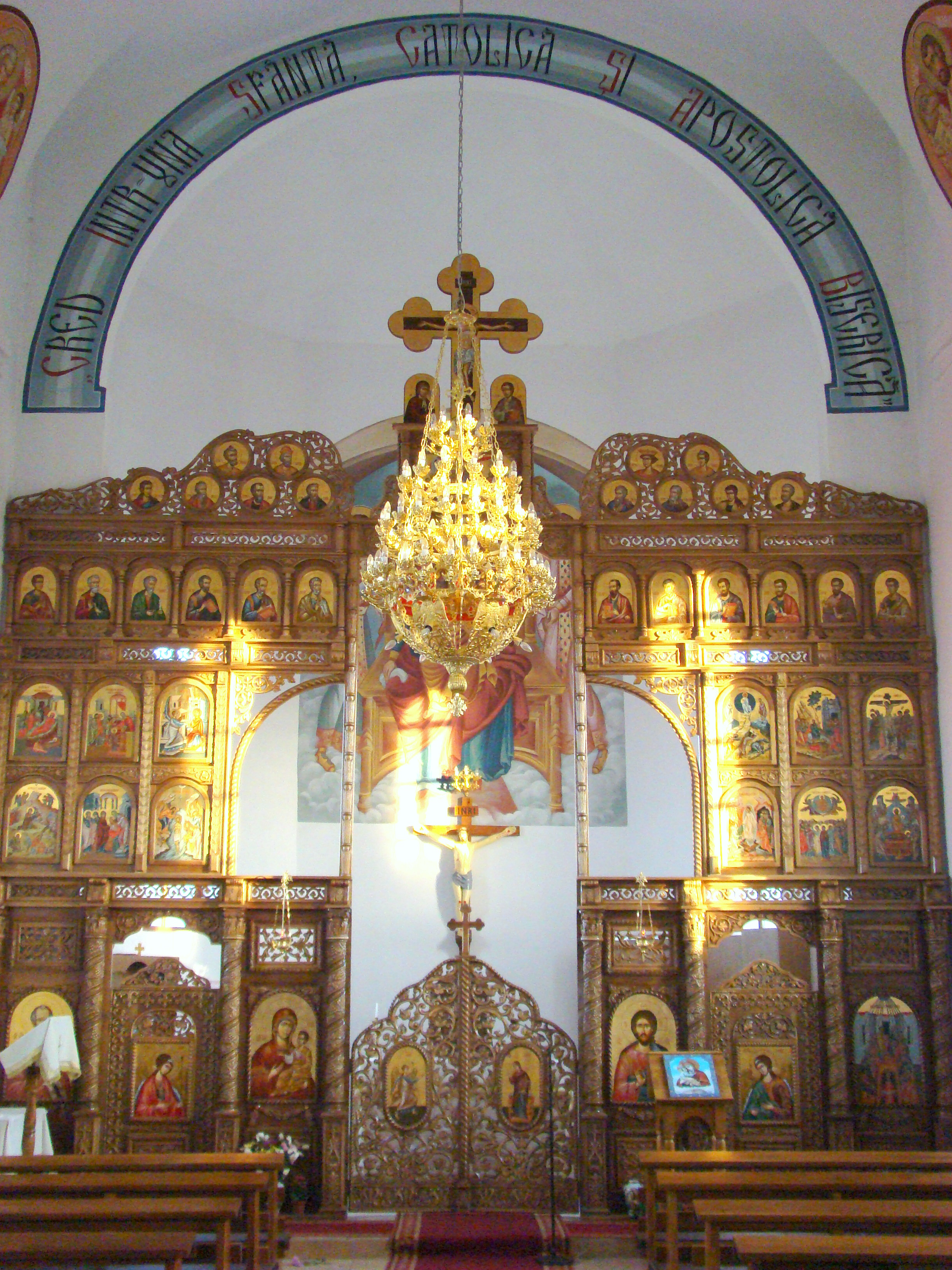
Biserica greco-catolică „Coborârea Sfântului Spirit” (iconostasul)
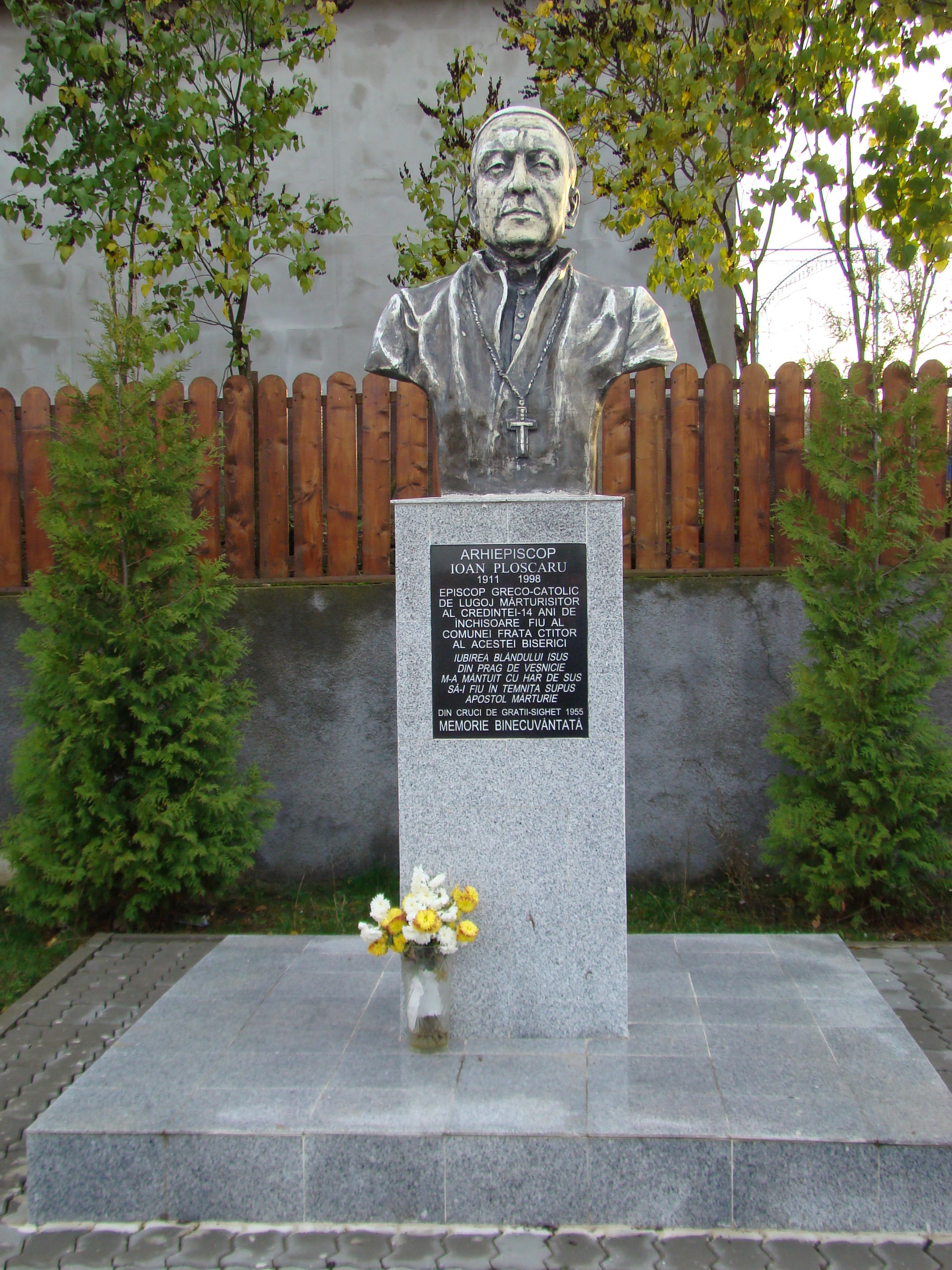
Bustul arhiepiscopului greco-catolic Ioan Ploscaru

## Personalități
- Ioan Ploscaru (1911-1998), episcop greco-catolic
- Dumitru Șomlea (delegat) (1876 - 1939), deputat în Marea Adunare Națională de la Alba Iulia 1918